# Zamarada phaeozona
Zamarada phaeozona là một loài bướm đêm trong họ Geometridae.